# Pascal Gauthier
Pascal Gauthier est un dirigeant d'entreprise français de la tech spécialisé dans les scale-ups ainsi qu’un business angel. Il est actuellement PDG de Ledger, start-up française qui conçoit et commercialise des portefeuilles matériels de cryptomonnaies.

## Biographie
Né à Paris en 1976 d'un père architecte et d'une mère professeure de philosophie, Pascal Gauthier est titulaire d'un baccalauréat ; c’est l’un des rares dirigeants du Next 40 à être autodidacte. Il commence sa carrière dans la filiale française d’une startup allemande, DooYoo, spécialisée dans les avis de consommateurs sur Internet, avant l’explosion de la bulle Internet.
En 2002, il est recruté chez Kelkoo, comparateur de prix en ligne, puis en devient le directeur commercial France.
En février 2008, Pascal Gauthier est recruté par Criteo et devient COO, poste qu'il occupe pendant cinq ans. Il participe alors au modèle de reciblage publicitaire.
Après avoir participé aux travaux menant à l’entrée en bourse (NASDAQ) qui aboutit sur une capitalisation de 2,17 milliards d’euros, Pascal Gauthier quitte Criteo en 2013 et rejoint Index Ventures, une société de capital risque spécialisée dans les sociétés technologiques. Il commence à s'intéresser aux cryptomonnaies. En septembre 2014, il crée Challenger Deep, devenu Kaiko, qui rassemble, analyse et distribue les données des marchés de cryptomonnaies.
En 2015, il participe au capital d’amorçage de Ledger. Après plusieurs années de pilotage au sein du conseil d’administration, il en devient le directeur général en avril 2017.
À la suite de la crise économique provoquée par la pandémie de Covid-19, Pascal Gauthier intègre la coalition « 10% pour tout changer », une initiative lancée par le ministère de l'écologie français et plusieurs entreprises visant à « promouvoir de nouveaux leviers d'action et de transformation pour une révolution économique, écologique et sociale ».

## Autres activités

### Investissements dans la technologie
Pascal Gauthier siège à partir de 2015 au conseil d’administration d’OpenX, une entreprise spécialisée dans la publicité programmatique.
Il fait partie des investisseurs de Meero, une place de marché dédiée à la sous-traitance photographique, et de Teemo, une start-up de webmarketing spécialisée dans le développement du trafic dans les points de vente grâce au drive-to-store.
Pascal Gauthier a été investisseur dans plusieurs fonds en Europe tels que Mosaic Ventures et Index Ventures, dont les activités de capital risque sont spécialisées dans les entreprises technologiques.

### Investissements dans la mode et la restauration
Entre 2015 et 2016, Pascal Gauthier ouvre, avec deux autres partenaires, un restaurant dans le 3e arrondissement de Paris, Istr Oyster Bar.
Il est également investisseur de Fête Impériale, marque de mode française fondée par son épouse Laura Gauthier Petit en 2015 et sélectionnée par La Caserne, un espace parisien consacré à l’innovation durable dans le secteur de la mode.

### Prises de position
Pascal Gauthier se prononce pour l'enseignement du code à l'école, qui, selon lui, est aussi important que l'enseignement de la lecture et de l'écriture, car le soi digital sera aussi important que le soi physique à l'avenir. Savoir se gérer civiquement sur Internet sera aussi important que de savoir se gérer civiquement dans la rue.
Il estime qu'il manque à l'Europe la capacité de pousser la création de géants de la technologie capables de concurrencer les GAFA et ainsi de faire rayonner les valeurs européennes. Au lieu de cela, les Européens doivent s'en remettre à des entreprises controversées de la Silicon Valley pour la création de normes morales qu'il considère comme souvent très éloignées de celles du Vieux continent.